# Ali Koš
Ali Koš je archeologická lokalita v jihozápadním Íránu na planině Deh Luran v provincii Chúzistán. Kromě severněji položeného Tepe Guranu jde o nejvýznamnější neolitické naleziště v Íránu. Existence osady v Ali Koši je radiokarbonovou metodou zařazována asi do let 7950 ± 200 až 6150 ± 170 př. n. l.
V šedesátých letech 20. století se systematickým průzkumem Ali Koše zabývala expedice Rice University (Frank Hole, Kent Flannery). Jejím úkolem bylo zjistit, jaké byly fáze přechodu od lovu a sběračství k usedlému zemědělství, a v Ali Koši definovala řadu jednotlivých etap tohoto vývoje.

## Raný neolit
V Ali Koši dochází vůči staršímu Tepe Guranu k dalšímu vývoji zemědělsko-chovatelské produkce. I nadále je sice většina masa získávána z lovu (gazela, ryby, želvy), ale chované kozy už zde žijí mimo oblast svého přirozeného výskytu a ovce již nemají rohy, což je významným znakem domestikace. Obilí, dvojzrnná pšenice a ječmen už je většího vzrůstu než v divoké přírodě. Sběr nepěstovaných rostlin (alfaalfa) nadále převládá.
V druhé fázi se dokonce podíl lovených zvířat zvyšuje, avšak chovaná zvířata už se výrazněji liší od svých divokých předchůdců, také se zvyšuje podíl obilí. Domy v Ali Koši jsou poměrně velké, pravoúhlé, ze sušených cihel. Byly nalezeny výrobky z přírodní mědi zhotovené za studena. Kamenné nástroje odpovídají předkeramickému období z Kal'at Džarma.

## Střední neolit
Kolem roku 5870 (± 190) př. n. l. přechází sídliště v Ali Koši do stadia středního neolitu. Toto období trvá zhruba půl tisíciletí. Kolem Ali Koše vznikají tehdy další dvě vesnice, počet alikošských obyvatel je asi 100. Objevuje se tu tzv. muhammad-džaffarská kultura s pravidelnými domy ze sušených cihel na kamenných základech. Omítky mají malované.
Poprvé se v Ali Koši setkáváme i s keramikou, dosud velmi měkkou a špatně pálenou, je do ní přidávána sláma. Je žlutošedá, někdy pomalovaná červenými geometrickými obrazci. Růst rostlinné výroby si vynutil zlepšení technologie srpových čepelí se speciálním otvorem v držadle srpu. Mrtví jsou pohřbívaní ve skrčené poloze mimo osadu. Jsou jim přikládány košíky, snad s potravinami, někdy i sošky žen z pálené hlíny.